# 日本大辞書
『日本大辞書』（にほんだいじしょ）は、山田美妙が1892年（明治25年）7月から1893年（明治26年）12月にかけて発刊した国語辞書である。近代の日本語辞書で初めて口語体で書かれた。また、語句ごとにアクセントを付記したことでも知られる。

## 特徴

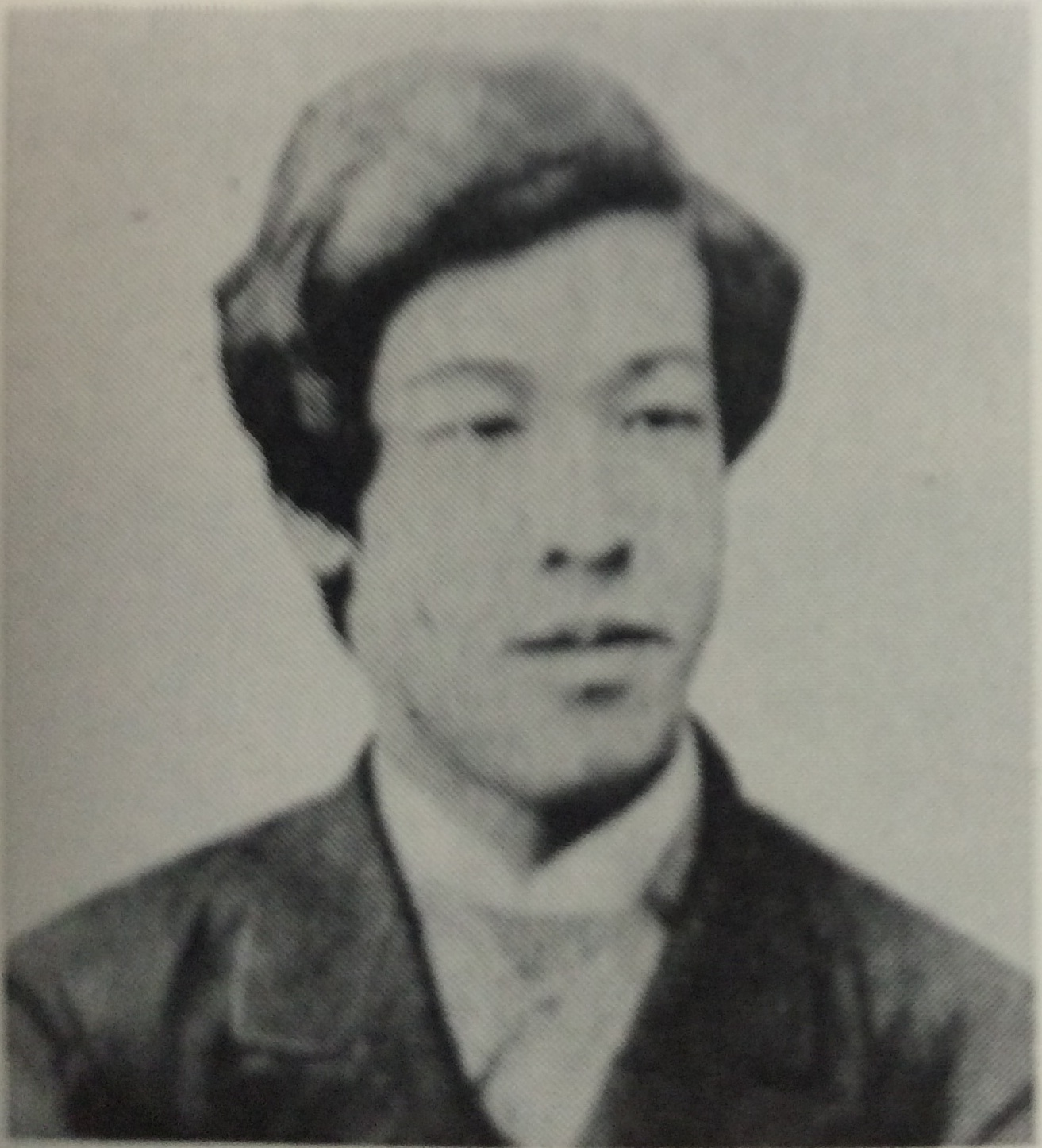
山田美妙は当時すでに小説「胡蝶」などを発表し、文壇で著名となっていた。「欧州先進国の言語は言文一致」という当時の言説を大胆に小説の文章に活用したことで人々を驚かし、一般のウケは二葉亭四迷を上回ったという。

1892年（明治25年）7月6日から翌1893年（明治26年）12月19日にかけて、山田美妙が編纂・発刊した。発行所は日本大辞書発行所で、価格は4円75銭である。
辞書の緒言において美妙は、「日本語トハ日本国ノ語法ニ拠ツテソレヲ用ヰ、少ナクモ其鑑識ヲ有ツダケノ人ニ意味ガ理解サレ得ルモノニ限ル」と日本語を定義し、「日本語デ日本語ヲ解釈シタノヲ日本辞書トイフ。此日本大辞書デハ日本語ニ日本語ヲ当テテ解ク」と辞書の説明をしている。大槻文彦の編纂した日本初の近代的国語辞書と呼ばれる『言海』を意識して作成され、辞書内の随所で『言海』が言及されており、その中には『言海』の説明を直接批判している箇所もあるが、一方で『言海』の記述を参考にしたと思われる項目も多々ある。
美妙は「発音、音調、語類、語原、解釈、出典例証」の掲載を重視しており、このうち語ごとの「音調」（アクセント）の掲載は『言海』にもみられない独自なものであった。発音と音調は、美妙が育った東京の音が採録されたが、その示し方は単なる音感によらない精密な方法を選んでいる。なお、辞書のアクセントについて大槻文彦は、アクセントは日本各地で異なるため敢えて『言海』には加えなかったとし、美妙が掲載したような「東京アクセント」であるならば、一夜で付けることができたと記している。
その他に、『言海』と比べて方言などを積極的に収録語として採用している点、類義語についての解釈も書いている点が特徴としてあげられている。また、外来語の扱いについても、例えば一般には固有名詞と考えられる「おらんだ」において、国名のみならず造語成分として果たしてきた役割についても記述している。その他に、河瀬真弥は辞書内の用例において、室町時代以降の文献（特に井原西鶴や近松門左衛門などの近世文学作品）を収録している点に特徴があると指摘している。
辞書の本文や緒言などは口語体で書かれている。『日本大辞書』の制作は、美妙の口述とその速記によって進められため、口語体を取り入れることができたとされる。そのため、近代の日本語辞書ではじめて言文一致体で語釈を書いた辞書と評価される。 

## 構成
『言海』を超過するページ数であるが、項目に偏重があり、サ行までの段階で辞書全体の70％ほどを占めている。湯浅茂雄の調査によれば、『日本大辞書』の総見出し語数は5万3139語であり、『言海』よりも1万3696語多いとされる。また、このうちの1,120語が方言語彙であり、関東地方や畿内が多く、東北地方は仙台が目立っており、北陸地方は越後や佐渡が目立ち、中部地方では信濃に集中している様相も見て取れる。山田忠雄によれば、「習俗・芸能・有識・調度」や動植物に関する語の記述も多い。
| 巻数       | 刊行年月日     | 収載内容 |
| ---------- | -------------- | --- |
| 第1巻      | 1892年7月6日   | あ |
| 第2巻      | 1892年8月22日  | い・う |
| 第3巻      | 1892年9月24日  | う・え・お |
| 第4巻      | 1892年10月27日 | お・か |
| 第5巻      | 1892年12月23日 | か・き・く |
| 第6巻      | 1893年2月21日  | く・け・こ |
| 第7巻      | 1893年4月1日   | こ・さ |
| 第8巻      | 1893年5月7日   | さ・し・す |
| 第9巻      | 1893年6月9日   | す・せ・そ・た・ち・つ |
| 第10巻     | 1893年8月8日   | つ・て・と・な・に・ぬ・ね・の・は・ひ・ふ |
| 第10巻補遺 | 1893年12月8日  | ふ・へ・ほ・ま・み・む・め・も・や・ゆ・よ・ら・り・る・れ・ろ・わ・ゐ・ゑ・を                                                                            |
| 附録       | 1893年12月19日 | 日本地名彙（附索引）・日本人名彙・西洋人名彙（附仮名目録）・支那人名彙・日本古文法略 歌枕概要・日本音調論・画引名乗読法・和字及ビ仮名本体・万国度量衡対照 |

第1巻から第10巻に加えて、第10巻補遺と附録の2冊を合わせて全12冊。補遺と附録が1冊にまとめられた全11冊本もある。また、附録にある「日本音調論」は、音声学的に価値がある論文とされる。

## 山田美妙と辞書

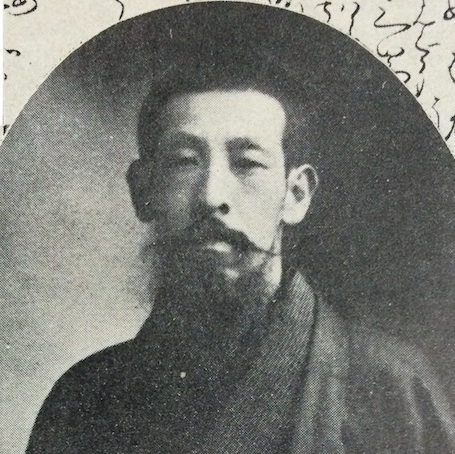
晩年の山田美妙（1910年頃）

山田美妙は少年時から文学者として日本語辞書を作成する意志を持っていたとされる。1892年（明治25年）6月12日、『国民新聞』にて「日本辞書編纂法私見」を発表、同論の続きは6月19日、7月10日の『国民新聞』にも掲載された。美妙は同論で「明治ノ初年、文部省デ学者ヲ集メテ語彙ヲ編ミ、スコブル体裁ヲ備ヘタモノノ猶マダワルシ。（中略）大槻文彦氏ノ言海ガ欧洲ノ辞書ヲ模型トシテココニ始メテ完全ナ形チガ出来カケタモノノ、猶マダ物足ラヌ所ガ多イ。」と記したように、既存の辞書に不満を持っていた。
美妙は『日本大辞書』第1巻を1892年7月6日に発行したが、さらに同時期には『万国人名辞書』上下巻（上巻は1893年7月10日、下巻は同年9月4日に発行）、『日本地名全辞書巻一』（1893年11月5日発行、全4巻で企画するも、刊行は1巻のみ）も発行している。これらの辞書の刊行は、当時文学方面で停滞期に陥っていた美妙を経済的に助けた。
『日本大辞書』の後継としては、1896年（明治29年）10月に発行された『帝国大辞典』がある。この辞典は、三省堂の亀井忠一が明法堂から『日本大辞書』の改訂原稿を買い取り、同書を下敷きに斎藤精輔などが編集したものである。山田忠雄によれば、見出し語は『日本大辞書』とほぼ同じであるが、語釈や表現、体裁には改変が行われており、『日本大辞書』の特徴でもあったアクセントが削除された。

## 評価
日本の近代国語辞書史の著述をした山田忠雄は、『日本大辞書』について良い点もあるとしながらも、『言海』の「イミテーション」であり、品位に欠け、「究極に於て失敗作」と評価した。しかし、2010年代以降、この評価に対しては少なからず批判があり、国語学史の観点から再評価も進んでいる。